# Pfarrkirche Altglienicke

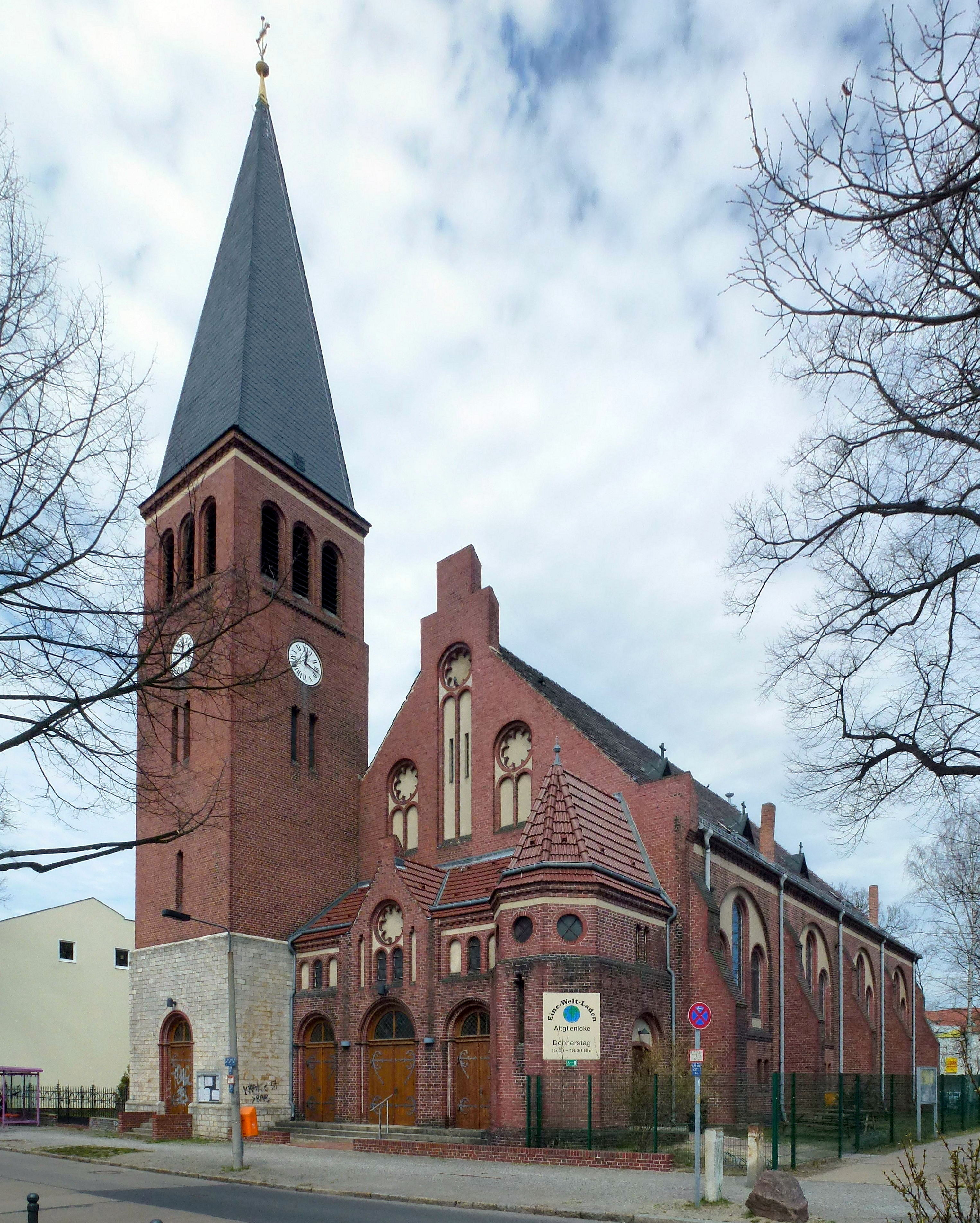
Pfarrkirche Altglienicke

Die evangelisch-unierte Pfarrkirche Altglienicke ist ein Kirchenbau an der Semmelweis- Ecke Köpenicker Straße im Berliner Ortsteil Altglienicke des Bezirks Treptow-Köpenick. Der heutige Kirchenbau entstand nach einem Entwurf des Architekten Ludwig von Tiedemann und wurde 1894–1895 durch Hermann Bohl und Ludwig Schaller ausgeführt.

## Vorgängerbauten
Schon bei der ersten urkundlichen Erwähnung des Ortes Glinik (später: Glienicke bzw. Altglienicke) 1375 wurden vier Pfarrhufe erwähnt, sodass es offenbar zu dieser Zeit einen im Dorf ansässigen Pfarrer gab. Es wird vermutet, dass es zu diesem Zeitpunkt eine Kirche als Fachwerkbau an der Stelle des heutigen Gebäudes gab.
Im Dreißigjährigen Krieg soll laut der Ortschronik einer der ersten Vorgängerbauten abgebrannt sein. Für den 3. Juni 1757 wird die Grundsteinlegung eines barocken Kirchenbau nach Plänen von Baumeister Abraham Lehmann und Zimmermann Johann Rüdel, beide aus Spandau, verzeichnet.
Er wird beschrieben: „Die Kirche ist ein einfacher geputzter, modernisierter Ziegelbau, ohne Chor, flach gedeckt mit Holzturm“. Die Kirche war 22,5 m lang, 10,3 m hoch, und der Turm ragte 26 m hoch. 1759 wurde die im Stil des Barock erbaute Dorfkirche geweiht. Wenige Jahre nach der Fertigstellung häuften sich bauliche Mängel. 1774 erfolgt eine umfassende Renovierung, und schon zu Beginn des 19. Jahrhunderts erwies sich die 120 Sitzplätze umfassende Kirche für Gottesdienste als zu klein. Es erfolgte eine letztmalige Erweiterung auf 199 Plätze.
Im Jahr 1866 erging an die Regierung die Forderung nach einer neuen größeren Kirche, deren Bau zunächst wegen der Kosten abgelehnt wurde. Nach langen zähen Verhandlungen um eine Mischfinanzierung aus Mitteln staatlicher und kirchlicher Behörden sowie der Gemeinde selber wurde die barocke Dorfkirche 1894 abgerissen.

## Heutige Pfarrkirche
Am 18. Juli 1894 wurde an der Stelle des Vorgängerbaus der Grundstein für die heutige Pfarrkirche gelegt. Die Weihe fand am 10. November 1895 statt, am Geburtstag Martin Luthers. Die stattliche, dreischiffige Pfarrkirche städtischer Art zeigt ist im Stil der Neoromanik gehalten, weist aber auch Elemente der Neogotik auf (Strebepfeiler). Der schlanke quadratische Kirchturm hat ein steiles Pyramidendach, einen Kalksteinsockel und ist seitlich vor die Kirchenfront gesetzt, völlig untypisch für eine Dorfkirche, die offenbar städtisch repräsentieren soll. Der gesamte Bau ist mit roten Backsteinen verblendet.
Das Gebäude ist 36 m lang, 16 m breit, und der Turm misst 41 m Höhe. Etwa 800 Besucher finden im Kirchenschiff Platz.
Die 1895 gebaute Orgel stammte von der Orgelbauwerkstatt Wilhelm Sauer in Frankfurt (Oder). Ihre Disposition kann bei Orgel-Databank  eingesehen werden.
Im Zweiten Weltkrieg erlitt die Pfarrkirche relativ wenige, aber beträchtliche Bombenschäden durch alliierte Luftangriffe. Trotzdem gelang es, die Kirche innerhalb eines halben Jahres soweit wiederherzustellen, dass am 11. November 1945 im Rahmen eines Festgottesdienstes das 50-jährige Bestehen gefeiert werden konnte.
In den 1960er Jahren erfolgte ein Umbau, in dem unterhalb der Orgelempore ein kleinerer, besser beheizbarer Raum mittels einer Glastrennwand als Winterkirche abgetrennt wurde.
Die Kirche, die in der DDR-Zeit einem schleichenden Verfall aufgrund ausbleibender Reparaturen unterlag, wurde anlässlich ihres 100-jährigen Bestehens 1995 im Bereich des Kirchenschiffs umfassend saniert. Weitere Baumaßnahmen wie am Kirchturm folgten bis in die heutige Zeit.